# Boxe aux Jeux olympiques d'été de 2008
Navigation
Athènes 2004 Londres 2012
Les épreuves de boxe des Jeux olympiques d'été de 2008 ont eu lieu du 9 au 24 août 2008 au Palais des sports des ouvriers de Pékin (République populaire de Chine). Onze épreuves, exclusivement masculines, étaient au programme. Le comité international olympique a affirmé que l'entrée de la boxe féminine aux Jeux olympiques serait effective à compter des Jeux de Londres en 2012.

## Calendrier
| Compétitions de boxe anglaise | Compétitions de boxe anglaise | Compétitions de boxe anglaise |  |  |  |  |  |  |  |  |  |  |  |  |  |  |  | 5 | 6 |

|  | Jour de compétition |  | Jour de finale |

## Critères de qualification

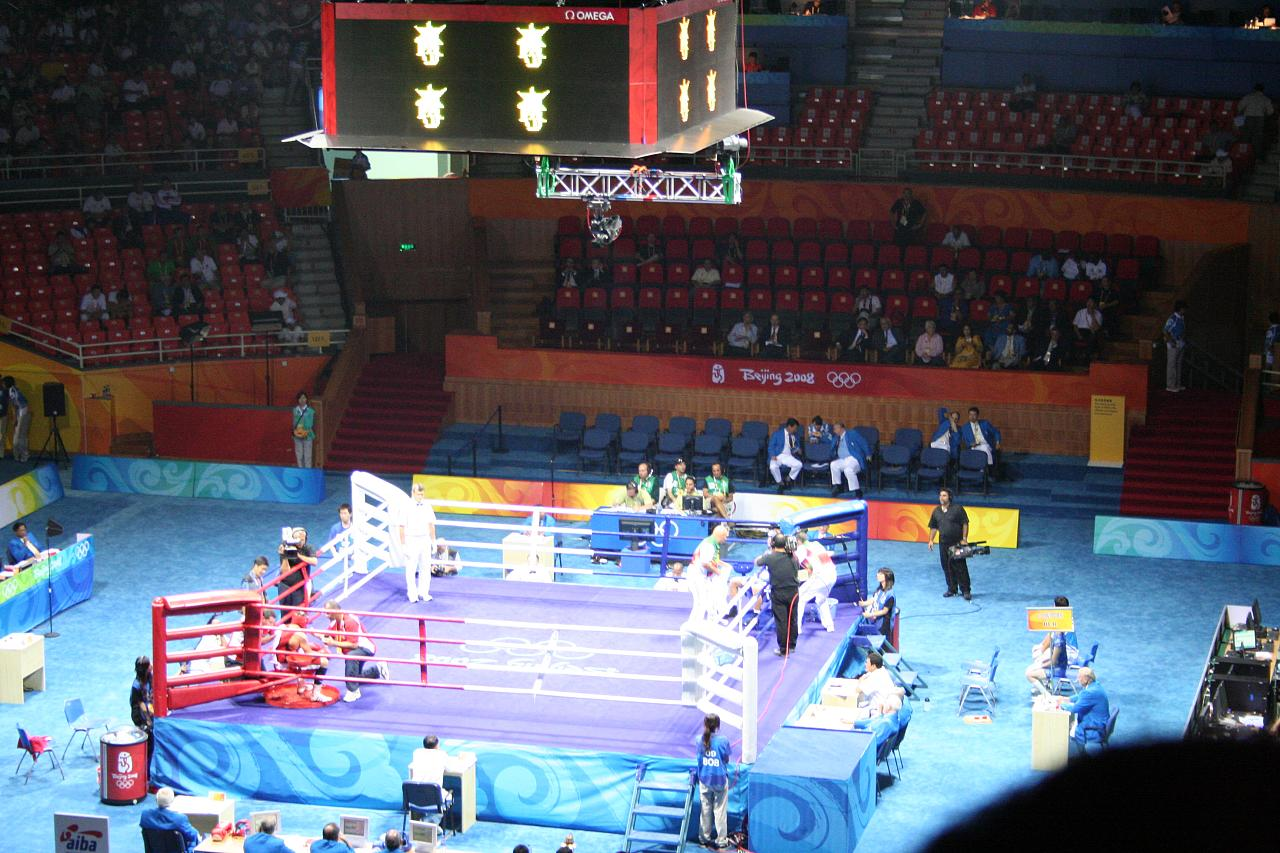
Ring de boxe aux Jeux olympiques de Pékin

Chaque nation ne peut engager qu'un boxeur par catégorie. Neuf places sont attribuées automatiquement à la Chine, pays organisateur. 
Les épreuves de qualification aux Jeux olympiques d'été de 2008 sont :
- Championnats du monde 2007 du 23 octobre au 3 novembre 2007 à Chicago, États-Unis : 8 qualifiés dans les catégories inférieures à 81 kg, et 4 qualifiés pour les plus de 81 kg.
  - Liste des qualifiés après les championnats du monde.
- Tournois de qualification olympique continentaux en 2008 : deux épreuves en Afrique, Asie et Europe.
- Championnats d'Océanie de boxe en 2008.

Le quota de places attribuées aux boxeurs est déterminé comme suit :
| Épreuve    | Afrique | Asie | Europe | Amérique | Océanie | Invitation | TOTAL |
| ---------- | ------- | ---- | ------ | -------- | ------- | ---------- | ----- |
| - de 48 kg | 6       | 6    | 8      | 6        | 1       | 1          | 28    |
| 48 à 51 kg | 6       | 6    | 8      | 6        | 1       | 1          | 28    |
| 51 à 54 kg | 6       | 6    | 8      | 6        | 1       | 1          | 28    |
| 54 à 57 kg | 6       | 6    | 8      | 6        | 1       | 1          | 28    |
| 57 à 60 kg | 6       | 5    | 9      | 6        | 1       | 1          | 28    |
| 60 à 64 kg | 6       | 5    | 9      | 6        | 1       | 1          | 28    |
| 64 à 69 kg | 6       | 5    | 9      | 6        | 1       | 1          | 28    |
| 69 à 75 kg | 6       | 5    | 9      | 6        | 1       | 1          | 28    |
| 75 à 81 kg | 6       | 5    | 9      | 6        | 1       | 1          | 28    |
| 81 à 91 kg | 3       | 2    | 7      | 3        | 1       | -          | 16    |
| + de 91 kg | 3       | 2    | 7      | 3        | 1       | -          | 16    |
| TOTAL      | 60      | 53   | 91     | 60       | 11      | 9          | 284*  |

* Deux places supplémentaires sont attribuées par une commission tripartite, ce qui porte le total des engagés à 286. 

## Résultats

### Podiums
| Catégories                  | Or                    | Argent                 | Bronze                              |
| Poids mi-mouches (-48 kg)   | Zou Shiming           | Pürevdorjiin Serdamba  | Paddy Barnes Yampier Hernández      |
| Poids mouches (-51 kg)      | Somjit Jongjohor      | Andry Laffita          | Georgiy Balakshin Vincenzo Picardi  |
| Poids coqs (-54 kg)         | Enkhbatyn Badar-Uugan | Yankiel León           | Bruno Julie Veaceslav Gojan         |
| Poids plumes (-57 kg)       | Vasyl Lomachenko      | Khedafi Djelkhir       | Yakup Kılıç Shahin Imranov          |
| Poids légers (-60 kg)       | Aleksey Tishchenko    | Daouda Sow             | Hrachik Javakhyan Yordenis Ugás     |
| Poids super-légers (-64 kg) | Manuel Félix Díaz     | Manus Boonjumnong      | Roniel Iglesias Alexis Vastine      |
| Poids welters (-69 kg)      | Bakhyt Sarsekbayev    | Carlos Banteaux Suárez | Hanati Silamu Kim Jung-joo          |
| Poids moyens (-75 kg)       | James DeGale          | Emilio Correa          | Darren Sutherland Vijender Kumar    |
| Poids mi-lourds (-81 kg)    | Zhang Xiaoping        | Kenneth Egan           | Tony Jeffries Yerkebulan Shynaliyev |
| Poids lourds (-91 kg)       | Rakhim Chakhkiev      | Clemente Russo         | Osmay Acosta Deontay Wilder         |
| Poids super-lourds (+91 kg) | Roberto Cammarelle    | Zhang Zhilei           | Vyacheslav Glazkov David Price      |

### Tableau des médailles
| Place | Pays                   | Médaille d'or, Jeux olympiques | Médaille d'argent, Jeux olympiques | Médaille de bronze, Jeux olympiques | Total |
| ----- | ---------------------- | ------------------------------ | ---------------------------------- | ----------------------------------- | ----- |
| 1     | Chine                  | 2                              | 1                                  | 1                                   | 4     |
| 2     | Russie                 | 2                              | 0                                  | 1                                   | 3     |
| 3     | Italie                 | 1                              | 1                                  | 1                                   | 3     |
| 4     | Mongolie               | 1                              | 1                                  | 0                                   | 2     |
| -     | Thaïlande              | 1                              | 1                                  | 0                                   | 2     |
| 6     | Royaume-Uni            | 1                              | 0                                  | 2                                   | 3     |
| 7     | Kazakhstan             | 1                              | 0                                  | 1                                   | 2     |
| -     | Ukraine                | 1                              | 0                                  | 1                                   | 2     |
| 9     | République dominicaine | 1                              | 0                                  | 0                                   | 1     |
| 10    | Cuba                   | 0                              | 4                                  | 4                                   | 8     |
| 11    | France                 | 0                              | 2                                  | 1                                   | 3     |
| 12    | Irlande                | 0                              | 1                                  | 2                                   | 3     |
| 13    | Arménie                | 0                              | 0                                  | 1                                   | 1     |
| -     | Azerbaïdjan            | 0                              | 0                                  | 1                                   | 1     |
| -     | Inde                   | 0                              | 0                                  | 1                                   | 1     |
| -     | Corée du Sud           | 0                              | 0                                  | 1                                   | 1     |
| -     | Moldavie               | 0                              | 0                                  | 1                                   | 1     |
| -     | Maurice                | 0                              | 0                                  | 1                                   | 1     |
| -     | Turquie                | 0                              | 0                                  | 1                                   | 1     |
| -     | États-Unis             | 0                              | 0                                  | 1                                   | 1     |
| Total | 20 pays médaillés      | 11                             | 11                                 | 22                                  | 44    |